# El edificio Yacobián (película)
El edificio Yacoubián (título original: Omaret Yakobean) es una película dramática egipcia de 2006 basada en la novela del mismo nombre del autor Alaa al-Aswani. Una de las producciones con mayor presupuesto en la historia del cine egipcio, fue dirigida por Marwan Hamed y protagonizada por Adel Emam, Nour El-Sherif y Hend Sabry.

## Contexto
Al igual que la novela aparentemente ambientada en 1990 en la época de la primera Guerra del Golfo, la película es un retrato mordaz de la sociedad egipcia moderna desde el golpe de Estado de 1952. El escenario es el centro de El Cairo, con el edificio de apartamentos titular (que en realidad existe en la ciudad) que sirve como una metáfora del Egipto contemporáneo y un lugar unificador en el que la mayoría de los personajes principales viven o trabajan y en el que se desarrolla gran parte de la acción.
El actual edificio homónimo de Yacobián, construido en estilo Art Deco, aún se encuentra en el centro de El Cairo en la dirección que figura en la novela, Calle 34 Talaat Harb (conocida por su antiguo nombre, Calle Suleiman Basha, por los Cairenes nativos y los personajes de la novela ). Al igual que en la novela, en la cinta se describe el edificio como una construcción "de estilo europeo clásico, con balcones decorados con rostros griegos tallados en piedra".
Después de estrenarse en el Festival de Cine de Berlín en 2006, la película se estrenó en Egipto en junio de ese año. El edificio Yacobián fue elegida como la película representante de Egipto en la edición número 79 de los premios de la Academia en la categoría de mejor película de habla no inglesa.

## Sinopsis
La película comienza contando la historia del edificio, a medida que los ricos expatriados y los residentes egipcios ceden, después del golpe de 1952 que derrocó al rey Farouk y finalmente dio como resultado la elección de Gamal Abdel Nasser como presidente de Egipto. Se describe también la forma en que los cuartos de almacenaje en la azotea se convierten en espacio habitable para familias de clase baja. La comunidad de la azotea, convertida prácticamente en un barrio de tugurios, es un símbolo de la urbanización de Egipto y del crecimiento de la población en sus grandes ciudades en las últimas décadas, especialmente entre los pobres y las clases trabajadoras. En los apartamentos desteñidos de los pisos principales y en el tupido techo del edificio, se presentan los personajes principales de la película.
Las historias de cada uno de los personajes primarios se entrelazan, a veces chocan o convergen entre sí. Juntos condenan mordazmente a una nación que ha deshecho su promesa y que se ha visto obligada a comprometer sus propios principios, lo que resulta en un sistema político corrupto y no democrático dominado por un solo partido.

## Reparto

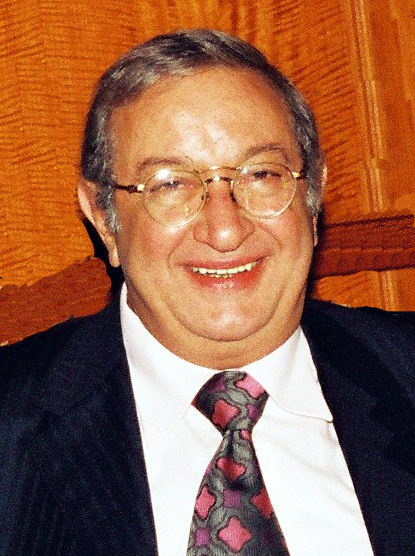
Nour El-Sherif, fallecido en 2015, interpretó el papel de Haj Azzam en la cinta.

- Adel Emam es Zaki Pasha, un ingeniero rico y anciano con educación extranjera que pasa la mayor parte de su tiempo buscando mujeres y que tiene una oficina en el edificio.
- Nour El-Sherif es Haj Azzam, uno de los hombres más ricos de Egipto, proveniente de la clase baja.
- Yousra es Christine, una cantante cansada del mundo que aconseja a Zaki Bey sobre su vida amorosa y cuyo conmovedor canto acentúa la película.
- Mohamed Imam es Taha El-Shazli, el hijo del portero del edificio que destacó en la escuela y esperaba ser admitido en la Academia de Policía, pero descubrió que la profesión de su padre, considerada demasiado humilde por los generales que lo entrevistaron, era un obstáculo para la admisión.
- Khaled El Sawy es Hatem Rasheed, editor de Le Caire, un periódico en francés. Es un homosexual bastante abierto en una sociedad que condena abiertamente tal comportamiento.
- Hend Sabry es Bosaina.
- Issad Younis es Dawlat.
- Ahmed Bedeir es Malak.